# Ceropegia cumingiana
Ceropegia cumingiana är en oleanderväxtart som beskrevs av Joseph Decaisne. Ceropegia cumingiana ingår i släktet Ceropegia och familjen oleanderväxter. Inga underarter finns listade i Catalogue of Life.